# Guus Sötemann
August Lammert (Guus) Sötemann (Warmenhuizen, 11 augustus 1920 - Utrecht, 28 september 2002) was een neerlandicus, vertaler en hoogleraar moderne Nederlandse letterkunde aan de Universiteit Utrecht.

## Biografie
Sötemann studeerde Nederlandse taal- en letterkunde aan de Universiteit Utrecht en aan de Vrije Universiteit Amsterdam. Zijn eerste boekpublicatie was A. Roland Holst en de mythe van Ierland uit 1950, over de dichter Adriaan Roland Holst, die hijzelf als middelbareschoolleerling bezocht had in diens woonplaats Bergen. (In 1947 had hij al wel een vertaling van Guy de Pourtalès over Franz Liszt doen verschijnen.) In 1950 verscheen zijn vertaling van de roman Het slot van Franz Kafka. Hij werd na zijn studie bibliothecaris van de Vereeniging ter bevordering van de belangen des Boekhandels en in 1957 leraar Nederlands te Amsterdam en Utrecht. In 1966 promoveerde hij in Utrecht op het proefschrift De structuur van Max Havelaar. Van 1968 tot 1985 was hij hoogleraar Nieuwere Nederlandse letterkunde aan de Universiteit Utrecht. Hij nam afscheid op 29 augustus 1985 waarbij hem als cadeau een uitgave van J.H. Leopolds gedicht Cheops werd aangeboden, namelijk Cheops (Arethusa Pers). Bij die gelegenheid kreeg de scheidende hoogleraar tevens het boek Traditie en vernieuwing (Veen Uitgevers) aangeboden. Dat bevat twintig 'opstellen', geschreven door zijn promovendi en leden van de wetenschappelijke staf van het Instituut De Vooys voor Nederlandse taal- en letterkunde. Behalve van de hieronder genoemde promovendi bevat dit boek bijdragen van onder anderen M.A. Schenkeveld-van der Dussen, Gillis Dorleijn, Wiljan van den Akker, Hans Anten, Wilbert Smulders en Redbad Fokkema.
Onder zijn 18 promovendi waren Hannemieke Stamperius, Ton Anbeek, Wiel Kusters, Marita Mathijsen en Willem Glaudemans. Sötemann was een kenner van leven en werk van de dichter J.C. Bloem, over wie hij verschillende boeken schreef. Hij heeft ook over vele andere schrijvers gepubliceerd. Een van zijn grootste verdiensten is de opzet van de serie Monumenta Literaria Neerlandica waarin als eerste in 1979 de mede door hem verzorgde historisch-kritische uitgave van het werk van J.C. Bloem verscheen; in 1983 volgde een soortgelijke uitgave van het werk van J.H. Leopold.
Sötemann overleed in 2002 en werd gecremeerd in Daelwijck. Uit zijn eerste huwelijk had hij een zoon en een dochter, de vertaalster Sytske Sötemann. Rob Sötemann, zijn zoon, overleefde in 1992 de vliegramp van Faro, waarna hij voorzitter werd van de Anthony Ruysstichting en woordvoerder van de slachtoffers van de vliegramp.
Postuum verscheen in 2003 de bundel Dichters die nog maar namen lijken.